# Ibeotettix angulatus
Ibeotettix angulatus är en insektsart som först beskrevs av Bolívar, I. 1905.  Ibeotettix angulatus ingår i släktet Ibeotettix och familjen torngräshoppor. Inga underarter finns listade i Catalogue of Life.